# Апанасово-Ещебенево
Апана́сово-Ещебе́нево (рос. Апанасово-Эщебенево, чув. Кипеç) — присілок у складі Яльчицького району Чувашії, Росія. Входить до складу Сабанчинського сільського поселення.
Населення — 79 осіб (2010; 105 у 2002).
Національний склад:
- чуваші — 100 %